# 世界ボクシング機構
世界ボクシング機構（せかいボクシングきこう、World Boxing Organization / WBO）は、プロボクシングの世界王座認定団体の一つである。世界ボクシング協会（WBA）から分裂して1988年に設立された。本部はプエルトリコのサンフアンにある。現会長はグスタボ・オリビエリ。

## 歴史、概要
1988年のWBAの会長選挙結果を受け、カリブ地域の反対派とアメリカ合衆国の有力プロモーターの思惑が一致し分派、ルイス・サラス、アルベルト・アレマンらがWBAから独立し発足した。
発足当初は、シュガー・レイ・レナードに対抗するトーマス・ハーンズが複数階級制覇のため安易に利用するなどマイナータイトルの域を出なかったが、1990年代に入りオスカー・デ・ラ・ホーヤの活躍で徐々に認知度がアップ。その後、1990年代後半になるとナジーム・ハメド、マルコ・アントニオ・バレラ、アセリノ・フレイタス、ビタリ・クリチコ、ウラジミール・クリチコ、マニー・パッキャオ、ダリユシュ・ミハルチェフスキ、ジョー・カルザゲ、ミゲール・コットといった人気と実力を備えた選手がWBO王座を持ったことで、世界王座認定団体としての地位を確立。現在ではWBA、世界ボクシング評議会（WBC）、国際ボクシング連盟（IBF）と共に主要4団体のひとつに数えられるまでに至った。
2009年10月より女子王座の認定も開始。スージー・ケンティキアンとイナ・メンツァーを最初の女子世界王者とした。なお、女子の階級については他団体に存在しないジュニアヘビー級が設置されている。

## 日本との関係

### JBC加盟前
日本のJBCは、長らくIBFおよびWBOへの日本選手の参加を認めていなかった。これはIBFの項でも触れられているが、JBCが「王座の乱立は望ましくない」とのスタンスを保っていることが主な理由である。しかし近年はIBFやWBOの王者がWBAやWBCの王者と統一戦を行う場合があることや、世界的に知名度の高い王者を輩出することなどで両団体の評価が高まり、日本選手の王座挑戦機会を増やすためにもJBCは両団体を認定するべきだ、との声も強くなっていた。実際、WBOはJBCの認定を目指し、1998年にニューヨーク在住の旅行会社オーナー・正野篤史(しょうのあつし＝元三迫プロモーションマネージャー）に日本代表としての認定証を託し、JBCへ送り込んだ経緯もあった。
JBCが認可する以前より、同団体の王座への挑戦を行う日本のボクサーは存在した。
最も古い例では、1995年2月19日に米国カリフォルニア州で行われた試合で、西島洋介山が北米ボクシング機構(NABO)クルーザー級王座を獲得している。
また2002年12月15日に大阪府池田市で開催された興行において、野上真司がWBOアジア太平洋スーパーフェザー級王座に挑戦し、日本人選手として初めて同王座を獲得している。2008年10月11日に韓国のボクシングコミッションのライセンスを取得した木村隼人がWBOアジア太平洋スーパーフライ級暫定王座を獲得、2009年12月12日には山口賢一がWBOアジア太平洋スーパーバンタム級暫定王座を獲得、2011年11月15日には竜宮城がWBOアジア太平洋フェザー級王座に挑戦したが王座獲得に失敗している。2012年4月30日に大阪府堺市での興行でOPBF東洋太平洋フェザー級王者の大沢宏晋がWBOアジア太平洋フェザー級暫定王者のロベルト・コパ・パルエをOPBF東洋太平洋フェザー級王座の挑戦者として迎え、9回1分34秒TKO勝ちを収めOPBF東洋太平洋フェザー級王座の防衛と同時にWBOアジア太平洋フェザー級暫定王座を獲得に成功、2016年4月2日にはフィリピンのジェネラル・サントスでヨン・アーメッドとWBOアジア太平洋フェザー級王座決定戦を行い、初回2分49秒KO勝ちを収め王座獲得に成功している。
2009年より、JBCは国内世界王者とJBC未公認メジャー団体王者による王座統一戦に限り、容認する方向性を打ち出し、規制が事実上緩和された格好になった。それを受け、2010年4月30日に日本武道館にてWBO世界バンタム級王者フェルナンド・モンティエルがWBC世界バンタム王者の長谷川穂積の王座に挑戦する形で試合が開催された。なお、この試合はJBCの公認タイトルマッチであり、長谷川は日本人として初めてWBOの世界王者と対戦したことになる。
ただし、JBCが公認するのはWBC王座のみで、長谷川が勝てばWBC王座のみの防衛となりWBO王座は獲得とはならず空位になり、逆にモンティエルが勝てばWBC王座とWBO王座の統一王者となるという変則的なタイトルマッチであったが、試合はモンティエルが長谷川に4回2分59秒TKO勝ちし、WBC王座とWBO王座を統一した。
従って日本ボクシング界では『王座統一戦』とされていても、WBA・WBCの国内王者にIBFやWBOのJBC未公認メジャー団体王者が挑戦するという変則的な形でタイトルマッチが行われるため、完全な形での公認とはされていなかった。
だが、2010年12月に日本プロボクシング協会(JPBA)は統一王座に限り、IBF・WBO両王座の保持を認める方針で合意し、JBCに案を提出する。背景にはWBA・WBCが暫定王座の粗製乱造やスーパー王座・シルバー王座などの創設を進めたため、「王座の乱立を防ぐ」とした建前が脆くも崩れたことがあり、一方でIBF・WBOを単純に公認するのではなく、統一王座に限り認めることで王座の権威を保ちつつ世界戦のカードを多くする狙いがあった。
2011年2月28日、JBCは日本非公認の世界王座認定団体となるIBFとWBOについて、日本ジム所属のWBAまたはWBCの世界王者との王座統一戦に限り認めることを決定した。ただし、統一王座の防衛戦は行えず、返上を義務付ける。
2012年4月22日、JPBAはIBF・WBO認定準備委員会を設置し、将来的な認定を前提に議論を進めていくことを発表した。
2012年10月13日、JPBAは東京都内で理事会を開き、IBFとWBOへの加盟をJBCに要請することを決めた。これによりWBAとWBCを合わせ、2013年にも世界主要4団体が日本で認可される見通しになった。世界チャンピオンの乱立を防ぐため、王座挑戦資格の内規もまとめ、条件は4団体とも同じで、国内で世界タイトルに挑戦できるのは、
1. 世界王座の獲得経験者、または指名挑戦権を得た選手
2. 日本王座、またはOPBF王座の獲得経験者
3. アマチュアの三大国際大会（五輪、世界選手権、プレジデント杯）で3位以内

のいずれかの実績を持つ選手に制限される（ただし女子については日本王座創設後の2018年より適用）。
2012年11月28日、JBCはIBFとWBOへ加盟について有識者会議を開催。会議後、JBCの森田健事務局長は「来年早々にも認めたい」と両団体認可の方針を明らかにした。
2012年12月24日、JPBAは静岡県熱海市内で理事会を開き、10月にまとめた世界王座挑戦資格の内規のうち、五輪でのメダル獲得などアマチュア実績を外した上で、IBFとWBOへの加盟をJBCに正式要請することを決定した。日本国内で世界王座に挑戦できるのは、元世界王者か指名挑戦権を得た選手、もしくは日本王座かOPBF王座の獲得経験者に制限し、日本王座保持者やOPBF王座保持者の世界挑戦が決まった場合は、王座返上を義務付ける。
2013年2月18日、JBCは2013年4月1日より、IBFならびにWBOの両団体を正式に承認し加盟する事を決定したと発表した

。JBCがWBAから独立したWBCを1970年に承認して以来、40年以上続いた2団体時代が終わり、4団体時代に突入することとなった。これで主要4団体すべての世界戦を国内でJBCが正式に承認したタイトルマッチを行う事が可能となった。ただし、今後は4団体となり世界戦が乱立する可能性もあるため、JPBAは挑戦者資格の条件をつくり、JBCもWBO、IBFの承認後の一定期間、その挑戦者資格や試合の検証を行ってチェックしていく方針だという。
2013年4月1日、JBCは世界ボクシング機構(WBO)に加盟した。
また、これまでIBFやWBOの王座に挑戦するためにJBCに引退届を提出した選手の復帰に関しては、正式な手続きを踏んで辞めた場合、申請があれば資格審査委員会にて復帰を認めるかどうかの協議をするとしている。

### 加盟後
2013年8月1日、亀田和毅がフィリピンでパウルス・アムブンダを破り、WBOにおいて日本人選手として初めて世界王者となった。
2014年2月9日、山田真子が韓国で弘蘇云を破り、WBOにおいて日本人選手として初めて女子世界王者となった。
5月17日、池山直がジョゼベル・パガデュアンを破り、男女通じて日本人最年長記録となる44歳7ヶ月29日で世界王座奪取を果たした。
12月30日、井上尚弥がオマール・ナルバエスを破り、世界最速となる8戦目での2階級制覇を果たした。
12月31日、高山勝成が大平剛を破り、日本人初の主要4団体での世界戴冠を果たした。

#### アジア太平洋王座承認
当初JBCは世界王座のみを認めていたが、JPBAからの要求に応じて2016年よりWBOアジア太平洋王座のタイトルマッチの国内開催を認可することになった（ただし、公認して加盟する訳ではなく黙認というカタチであり、国内開催をJBCに申請する場合JBC公認のタイトルマッチではなくオープン戦の10回戦又は12回戦扱いとなる）。JPBAは王座を獲得すると自動的にWBO世界ランキング15位以内に入るため、地方や小規模のジム所属選手でも世界挑戦の機会を伺うことができることを重視していたが、JBCは既に東洋太平洋王座があることや公認王座の増設を疑問視する声があるなど慎重な姿勢を見せていたためであった。
9月13日にはスーパーライト級で近藤明広が国内初開催となったWBOアジア太平洋王座戦を制し、翌14日には渡邉卓也がWBOアジア太平洋スーパーフェザー級王座を獲得している。
10月9日、好川菜々が李恩惠を破り、世界王座を獲得。好川はアジア太平洋王者だった夫の野上真司と合わせ、世界で初めて夫婦でWBO王座に就いたカップルとなった。同日には松永宏信が韓国でWBOアジア太平洋スーパーウェルター級王座を獲得。
同月28日には川口勝太がフィリピンでWBOアジア太平洋スーパーフライ級暫定王座を獲得。
11月23日にはサンエイワーク住吉スポーツセンターにて行われた興行で向井寛史がWBOアジア太平洋スーパーフライ級正規王座、木村翔がWBOアジア太平洋フライ級王座をそれぞれ獲得している。
12月31日にはOPBF東洋太平洋スーパーフェザー級王者の伊藤雅雪が上述の渡邉卓也戦を制しOPBF王座とWBOアジア太平洋王座を統一した。
2017年1月31日には荒川仁人がアンソニー・サバルデとWBOアジア太平洋ライト級王座決定戦を行い、3-0の判定勝ちを収め王座を獲得している。同年2月12日には堀川謙一が板垣幸司との日本人決戦を制しWBOアジア太平洋ライトフライ級王座を獲得している。
2月26日、福原辰弥が上天草市でモイセス・カジェロスを破りWBO世界ミニマム級暫定王座を獲得し、熊本県のボクシングジム所属選手として初の世界王者となった。同年4月11日には正規王者の高山勝成が同月3日に引退したことに伴い正規王座に認定された。
5月8日にはOPBF東洋太平洋ヘビー級王者の藤本京太郎がヘルマン・パーセルを破りWBOアジア太平洋ヘビー級王座を獲得した。
7月28日、WBOアジア太平洋フライ級王者木村翔がWBO世界フライ級王者鄒市明を降し、日本人男子では36年ぶりとなる敵地での奪取劇で世界王者となる。
8月1日付でJBCはWBOアジア太平洋王座を正式承認することになった。東洋太平洋ランキングは日本下位ランカーも名を連ねており運営を疑問視する声もある一方、WBOアジア太平洋ランキング入りは日本同級3位以内が原則であるため一定の質が保障されることが後押しになった。ただし、国内での世界挑戦資格については、上位に当たるWBOに限り認められることになった。
8月10日には小原佳太が、後楽園ホールで行われた王座決定戦でナロンを破り、WBOアジア太平洋ウェルター級王座を獲得した。これがWBOアジア太平洋正式承認後初の王座獲得となった。
8月27日、芦北町で山中竜也が福原辰弥との日本人対決を制しWBO世界ミニマム級王座を獲得した。
10月7日、OPBF東洋太平洋女子スーパーバンタム級王者後藤あゆみが香港でキルティを破りWBOアジア太平洋女子スーパーバンタム級王座を獲得し、日本初のWBOアジア太平洋女子王者となった。
11月10日、WBOアジア太平洋女子ミニフライ級王座決定戦柴田直子 vs 多田悦子の元女子世界王者対決が国内初のWBOアジア太平洋女子タイトルマッチとして行われ、多田が王座を獲得した。

##### WBOアジア太平洋王座戦のラウンド数を10回戦に短縮へ
2025年8月11日、同年8月2日に後楽園ホールで行われた興行の試合後にリング禍による急性硬膜下血腫のため開頭手術を受けた神足茂利が8日に、浦川大将が9日に死去したことを受けて、WBO副会長兼WBOアジア太平洋会長のレオン・パノンシロは今後行われるWBOアジア太平洋王座戦について従来の原則12回戦から10回戦に短縮することを認め、「世界戦以外の王座戦は世界戦にいくまでの行程なので10回戦がふさわしい」と取材に応じた。また、日本以外での試合についても10回戦に統一する意向を固めた。

## ランキング変位
ランキング委員会によって毎月決められる。当月のランキングは月中旬に決定され20日頃までに公表される。WBOでは各委員会を設置していて、各組織に会長を置き本部会長の指示を受けないよう規定し、客観的なランキングになるように努めている。

## WBOルール
WBO認定試合におけるルールの特徴は以下のとおり。これらのルールはタイトルマッチに限らず挑戦者決定戦などWBOが関わるあらゆる試合に適用される（他の3団体はタイトルマッチのみ適用）。
- フリーノックダウン制（ダウン回数を問わずレフェリーがダメージを確認の上でノックアウトか否かを判断する。2010年代中頃のルール改正前はスリーノックダウン制。ただしアメリカでは当時よりフリーノックダウン制）。
- ノックダウンした選手はゴングに救われない（ダウンのカウント中に3分を経過してもカウント続行。当然、10カウント以内に立ち上がって試合続行に応じられない場合はノックアウトが成立する）。
- 偶然のバッティングで負った重度の負傷により試合続行不能となった場合、4回までは引き分け（王座の移動は無し）。5回以降は、ストップしたラウンドを含めた採点（負傷判定）により勝敗を決する（ルール改正前はヒッティング問わずいかなる場合でも適用）。
- 試合中に採点を公表する「オープン・スコアリング・システム」は採用していない。
- ラウンド・マスト・システム（各ラウンドの判定は極力差をつける）。
- 体重超過した挑戦者がタイトルマッチに勝利した場合、王座は空位になる。

## 下部組織
- 北米ボクシング機構 (NABO)
- WBOアジア太平洋 (WBO Asia-Pacific)
- WBOインターコンチネンタル (WBO Inter-continental)
- WBOラテンアメリカ (WBO Latino)
- WBOオリエンタル (WBO Oriental)
- WBOアフリカ (WBO Africa)
- WBOヨーロピアン (WBO European)
- WBOチャイナゾーン（WBO China Zone）

### 団体
- 世界ボクシング協会（WBA）
- 世界ボクシング評議会（WBC）
- 国際ボクシング連盟（IBF）
- Comosa（WBSS）

### 王者一覧
- 世界ボクシング機構(WBO)世界王者一覧
- 世界ボクシング機構(WBO)女子世界王者一覧
- 世界ボクシング機構(WBO)アジア太平洋王者一覧